# 하라 다이치 (스키 선수)
하라 다이치(일본어: 原 大智, 1997년 3월 4일~)는 일본의 프리스타일 스키 선수, 경륜 선수로 스키 선수 시절 주 종목은 모굴이다. 
올림픽에 2회 참가하였으며, 2018년 동계 올림픽 남자 모굴에서 은메달을 획득했다. 또한 세계 선수권 대회에서 동메달 2개, 아시안 게임에서 은메달 1개를 획득했다.